# Kirby's Dream Land 2
Kirby's Dream Land 2 (星のカービィ2, Hoshi no Kirby 2) est un jeu vidéo de plates-formes sorti en 1995 sur Game Boy. Le jeu est développé par HAL Laboratory et édité par Nintendo.
Il s'agit de la suite de Kirby's Dream Land, sorti également sur Game Boy. Le jeu est plus vaste et le joueur a la possibilité d'être accompagné de différents animaux (un hibou, un hamster ou un poisson). La critique spécialisée considère qu'il propose une excellente durée de vie et un bon système de jeu.

## Système de jeu
Kirby's Dream Land 2 reprend le gameplay de son prédécesseur. Ainsi, il s'agit à nouveau d'un jeu de plates-formes en deux dimensions dans lequel le joueur prend le contrôle de Kirby. Ce dernier a pour objectif de se rendre à la fin de chaque niveau qui sont parsemés de plates-formes et d'ennemis. Kirby a la capacité d'aspirer ses ennemis et peut ensuite les projeter vers d'autres ennemis ou, comme il était possible de le faire dans Kirby's Adventure, les avaler pour récupérer leur pouvoir.